# Birt Acres
Birt Acres (ur. 23 lipca 1854 w Richmond, zm. 1918) – brytyjski fotograf i pionier filmowy, reżyser i wynalazca. Twórca pierwszej w pełni działającej brytyjskiej kamery – Kineopticonu.
Urodził się w Richmond w Wirginii, do Wielkiej Brytanii przeprowadził się w latach 80. XX wieku. Od 1892 r. kierował Eliott and Sons Ltd. – firmą produkującą klisze fotograficzne. W 1895 r. wynalazł własną kamerę filmową i wspólnie z Robertem W. Paulem nakręcił pierwsze brytyjskie filmy. W czerwcu 1895 r. wyjechał do Niemiec, gdzie kręcił filmy dla Ludwiga Stollwercka.
W styczniu 1896 r. zorganizował pokaz filmowy w Lyonsdown Amateur Photographic Association w Barnet; był to prawdopodobnie pierwszy pokaz filmowy w Wielkiej Brytanii. Do wyświetlania filmów służył mu wynaleziony przez niego samego projektor. 21 lipca 1896 r. w Marlborough House zaprezentował swoje filmy Księciu i Księżnej Walli i ich gościom, inaugurując w ten sposób pierwszy pokaz Royal Command Film Performance (znany obecnie jako Royal Command Film Performance). Podczas pokazu Acres zaprezentował m.in. nakręcony wcześniej film przedstawiający Księcia Walii (późniejszy król Edward VII).
W 1896 r. założył w Hadley firmę Northern Photographic Works.
W 1898 r. wprowadził na rynek  pierwszą kamerę zaprojektowaną specjalnie do użytku domowego – Birtac połączoną z projektorem kamerę 17,5 mm. W kolejnych latach poświęcił się pracy w laboratorium filmowym i w firmie wytwarzającej sprzęt fotograficzny. Zmarł w 1918 r..

## Filmy
Acres jest autorem ok. 30 filmów. Kręcił aktualności (np. derby, regaty), reportaże (np. otwarcie Kanału Kilońskiego czy przegląd wojsk dokonany przez Wilhelma II) oraz krótkie filmy fabularne (np. Arrest of the Pickpoket). W 1896 r. nakręcił przyszłego króla Edwarda VII, który stał się tym samym pierwszym brytyjskim władcą uwiecznionym na filmie.